# Тахер, Абдул Хаким Аль-
Абдул Хаким Аль-Тахер (араб. عبد الحكيم الطاهر‎; 1949, Аль-Аффад, Северная провинция (Судан) — 1 января 2021) — суданский театральный режиссёр и актёр. Доктор наук. Считается пионером создания театра для глухих и одним из пионеров театра и телевизионной драмы в Судане.

## Биография
Начал карьеру простым рабочим, в 1962 году во время работы на текстильной фабрике потерял пальцы левой руки, стал инвалидом.
До 1982 года изучал музыку и драматическое искусство в Суданском университете науки и технологии, затем в 2008 г. получил степень магистра искусств в Каирском университете и докторскую степень в Суданском университете (2008).
Играл в театре и кино. Самая известная его роль капитан Капо в знаменитом спектакле «Синдикат самоубийц», Омда Салем в сериале «Особая миссия» и Шавиш Хамида в сериале «Дакин».
Отмечен премией за выдающееся исполнение на Испанском фестивале глухих в 2003 году.
Умер 1 января 2021 года от COVID-19  во время пандемии ковида в Судане.